# Schnitzeljagd
Eine Schnitzeljagd (manchmal auch Schnipseljagd) ist ein Geländespiel, bei dem eine Gruppe von Personen Hinweisen folgt, die von einer anderen Gruppe oder auch einem Veranstalter ausgelegt wurden, um entweder die zweite Gruppe zu treffen oder eine Belohnung an einem Zielort zu finden. Das Wort Schnitzel leitet sich als Diminutiv snitzel vom mittelhochdeutschen Wort sniz für „Schnitt“ ab. Klassischerweise wird beim Spiel ein Weg mit Papierschnipseln oder Sägemehl/Sägespänen/Holzschnitzen markiert. Der Name bedeutet also so viel wie: "Die Jagd nach dem Holzstückchen".

## Verlauf
Bei der klassischen Schnitzeljagd werden in einem geeigneten Gelände (etwa einem unübersichtlichen Areal oder einem Wald) zu Beginn die beiden Gruppen der Verstecker und der Sucher gebildet. Die Versteckergruppe markiert einen Weg vom Start bis zum Ziel. Dabei darf man auch Irrwege auslegen, die in einer Sackgasse enden, um die Verfolger zu täuschen. Die Verfolgergruppe folgt im zeitlichen Abstand (etwa 15 Minuten) der ersten Gruppe und hat die Aufgabe, diese zu finden. Haben die Verfolger die Verstecker eingeholt und gefangen, ist das auf Kooperation zielende Spiel vorbei und die Seiten können getauscht werden.
Anstatt der Schnipsel können auch vereinbarte Zeichen (beschriftete Zettel, im Weg eingeritzte Pfeile, Kreidepfeile, angeordnete Steine oder Stöcke) verwendet werden. Auch Waldläuferzeichen sind geeignet, beispielsweise Pfeile aus Ästen, aufeinandergelegte Steine oder andere in der Natur auffällige Veränderungen.

## Varianten

### Schatzsuche

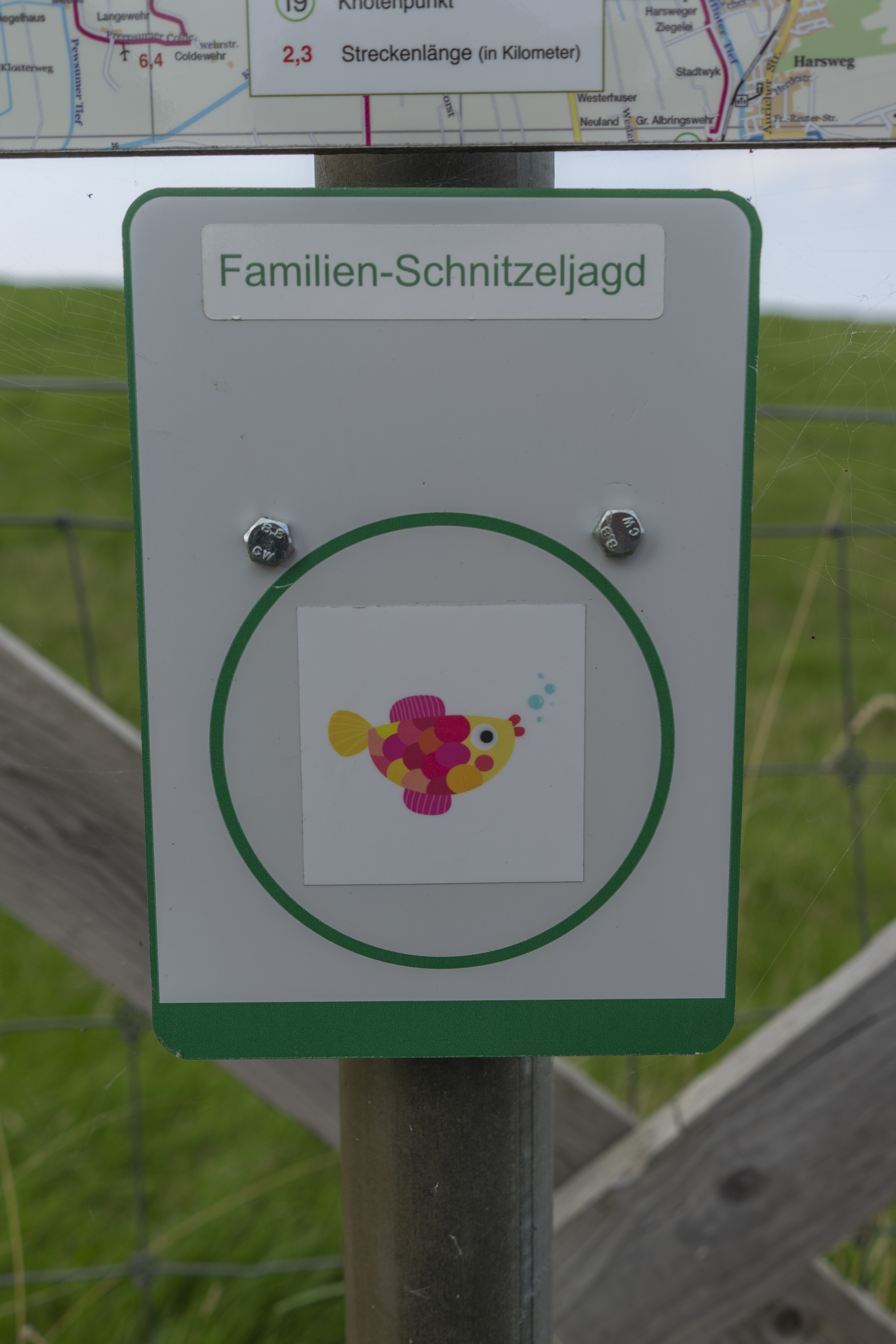
Hinweis in Form eines Symbols

Die Schnitzeljagd kann auch als „Schatzsuche“ gestaltet werden. Dazu hat zuvor eine Person einen Schatz versteckt und 5–10 Stationen mit Hinweiszetteln an der Strecke markiert. An jeder Station müssen Rätselfragen gelöst werden, um zur nächsten Station und damit zum Zielort zu gelangen. Der Sinn des Spiels ist es, dass alle Teilnehmer gemeinsam am Ziel ankommen. Diese Art von Schnitzeljagden findet meist im Freien statt und wird gerne an Kindergeburtstagen veranstaltet. Die Preise sind in der Regel Süßigkeiten oder preiswertes Spielzeug.
Eine Unterscheidung zur klassischen Schnitzeljagd besteht darin, dass bei der Schatzsuche meist kein Spurweg gelegt wird, sondern Hinweise und Aufgaben von Station zu Station führen.

### Kombination: Virtuell und real
In Verbindung mit dem PC und/oder einer mobilen App ist auch eine Kombination aus virtueller und realer Schnitzeljagd möglich. Dabei sind die Ziele auf einer Karte oder einem Plan am Bildschirm zu sehen und der genaue Standort muss in der Realität ermittelt werden. Dieser Standort kann – als Nachweis, dass man ihn gefunden hat – in Ortsbereichen eventuell nur mit der Adresse und im freien Gelände mittels GPS-Koordinaten, wie bei Actionbound, Quest-Hero oder beim Geocaching, angegeben werden.